# Mont Lokobe
Mont Lokobe är ett berg i Madagaskar. Det ligger i den norra delen av landet, 600 km norr om huvudstaden Antananarivo. Toppen på Mont Lokobe är 391 meter över havet. Mont Lokobe ligger på ön Nosy Be.
Terrängen runt Mont Lokobe är kuperad åt sydost, men åt nordväst är den platt. Havet är nära Mont Lokobe åt sydost.  Närmaste större samhälle är Hell-Ville, 5,7 km väster om Mont Lokobe. 